# Endocarpo
Em botânica, chama-se endocarpo à região do fruto das angiospermas que protege a semente e é muitas vezes lenhoso, como nas nozes, nos pêssegos e frutos aparentados..
No caso do coco, o endocarpo é a conhecida casca do coco, uma vez que  a palha que recobre o coco é a verdadeira casca. O endocarpo do coco é um produto com diversas utilidades e quando bem industrializado pode de se tornar de extrema utilidade em processo de limpeza de metais, moldes, e untesilios domesticos como talheres, cutelaria e agulhas hipodérmicas através de processos de areemesso por ar comprimido, o conhecido jateamento.  